# Pattonomys flavidus
Pattonomys flavidus är en gnagare i familjen lansråttor som förekommer endemisk på ön Isla Margarita som tillhör Venezuela. Populationen listades fram till början av 2000-talet som synonym till Pattonomys semivillosus som i sin tur räknades till släktet Echimys.

## Utseende
Denna gnagare har på ovansidan en ockra underull och gula till ockra täckhår. På grund av några svarta avsnitt har pälsen ett spräckligt utseende. Dessutom är mörka taggar med vita sptsar inblandade som är tätast vid stjärten. Undersidans päls är gulbrun och huvudet samt halsen är mera gråa. Ett exemplar som förvaras i ett museum hade ett skadat huvud men ljusgråa fläckar bakom öronen var synliga. Genetiska studier tyder på att arten är närmast släkt med Pattonomys carrikeri.

## Utbredning och ekologi
Isla Margarita består av två delar som är sammanlänkade med en smal landremsa. I den västra delen finns bergstrakter och vid lagunen i mitten inrättades en nationalpark. Vid kusterna finns mangroveskogar. Längs vattendragen förekommer galleriskogar.
Två exemplar upptäcktes i trädens håligheter. Annars är inget känt om levnadssättet.

## Hot
De enda exemplaren som är dokumenterade är holotypen från början av 1900-talet och två individer från 1990-talet.
Galleriskogarna hotas av skogsbruk. Ifall gnagaren lever där påverkas beståndet. För populationens storlek finns inga uppgifter. IUCN listar Pattonomys flavidus med kunskapsbrist (DD).